# Partit Comunista de Canadà
El Partit Comunista del Canadà (en francès: Parti communiste du Canada) és un partit polític federal del Canadà, fundat el 1921 en condicions d'il·legalitat. Encara que actualment no té cap representació parlamentària, candidats del partit han estat elegits prèviament a la Cambra dels Comuns, a parlaments regionals i a diversos governs municipals d'arreu del país. El partit també ha fet contribucions significatives als moviments sindicals, laborals i de pau del Canadà.
El CPC és el segon partit polític actiu més antic del Canadà, després del Partit Liberal. El 1993, el partit es va donar de baixa i se'ls va confiscar els seus béns, el que el va obligar a iniciar el que es convertiria en una batalla política i jurídica de tretze anys per mantenir el registre de petits partits polítics al Canadà. La campanya va culminar amb la decisió final de modificar la definició legal de partit polític al Canadà. Malgrat la seva condició de partit polític registrat, el Partit posa la gran majoria de l'èmfasi en l'activitat extraparlamentària, tal com reflecteix el seu programa "El futur del Canadà és el socialisme".

## Història

### Orígens (1921-1928)
Entre el 23 i el 25 de maig de 1921, comunistes i socialistes locals van celebrar reunions clandestines en un graner darrere d'una masia als afores de Guelph, Ontàrio. Un oficial de l'RCMP, que treballava encobert, va assistir a les reunions. El seu informe afirma que hi van assistir delegats de "Winnipeg, Vancouver, Hamilton, Toronto, Montreal, Sudbury i Regina" i que la Unió Soviètica s'havia ofert a finançar el grup. Aquest "elogiava incessantment el govern soviètic de Rússia i demanava l'enderrocament del govern del Canadà", segons l'informe policial.
El CPC es va fundar posteriorment el 28 de maig de 1921. Molts dels seus membres havien participat com a organitzadors sindicals i com a activistes contra la guerra i havien pertangut a grups com el Partit Socialista del Canadà, el Partit Socialista Obrer, el sindicat One Big Union, els Treballadors Industrials del Món, entre d'altres. Els primers membres es van sentir inspirats per la Revolució Russa, i radicalitzats per les conseqüències negatives de la Primera Guerra Mundial i la lluita per millorar els nivells de vida i els drets laborals, inclosa l'experiència de la vaga general de Winnipeg. La Komintern va acceptar el partit com la seva secció canadenca el desembre de 1921.
El partit va alternar entre la legalitat i la il·legalitat durant els anys vint i trenta. A causa de la Llei de mesures de guerra vigent en el moment de la seva creació, el partit va funcionar com a "Partit dels Treballadors del Canadà" el febrer de 1922 com a cara pública, i al març va començar la publicació del The Worker. Quan el 1924 el Parlament va permetre prescriure la Llei, l'organització clandestina es va dissoldre i el nom del partit va tornar a ser "Partit Comunista del Canadà".
Les primeres accions del partit van incloure l'establiment d'una organització juvenil, la Lliga Jove Comunista del Canadà (YCL) i esforços de solidaritat amb la Unió Soviètica. En aquest sentit, al 1923 el partit havia recaptat més de 64.000 dòlars per a la Creu Roja Russa, una suma de diners molt gran en aquell moment. També va iniciar una branca canadenca de la Lliga Sindical Educativa (TUEL) que ràpidament es va convertir en una força important del moviment obrer amb grups actius en 16 dels 60 consells laborals i en camps de mineria i tala. L'any 1925 els membres del partit eren al voltant de 4.500 persones, compostes principalment per miners i treballadors de la fusta, i per treballadors del ferrocarril, camperols i tèxtils, una part dels quals eren inmigrants.

De 1922 a 1929, les seccions provincials del Partit també es van afiliar al Partit Laborista, que funcionava com un partit obrer federat, una altra expressió de l'estratègia del "front únic". El CPC va arribar a liderar el laborisme a diverses regions del país, inclòs el Quebec, i no va presentar candidats durant les eleccions. El 1925 William Kolisnyk es va convertir en el primer comunista elegit per a càrrecs públics a Amèrica del Nord, com a candidat Laborista a Winnipeg. Així i tot, el Partit Laborista mai es va convertir en una organització nacional eficaç, amb la qual cosa el CPC es va retirar el 1928-1929 després d'un canvi en la política de la Komintern.

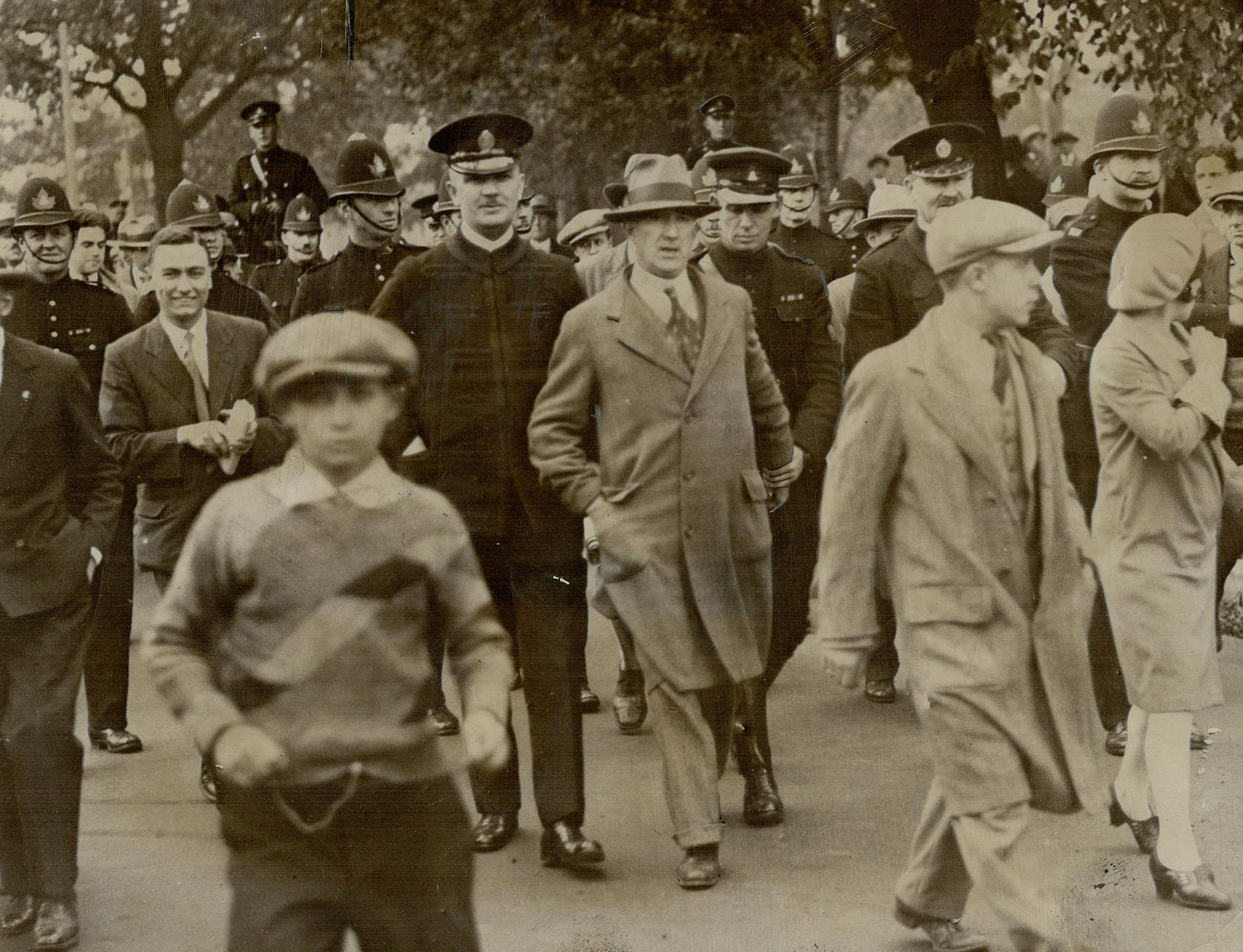
Jack MacDonald és escortat per la policia després d'un intent fallit de celebrar una manifestació de llibertat d'expressió a Queen's Park, Toronto, 1929.

### Crisi interna
De 1927 a 1929, el partit va passar per una crisi interna en què finalment van ser expulsats els trotskistes, així com els defensors del que el partit va anomenar "excepcionalisme nord-americà". Entre els expulsats hi havia Maurice Spector, l'editor del diari The Worker i president del partit, i Jack MacDonald, secretari general i que en un primer moment havia donat suport a l'expulsió de Spector. Plegats van fundar posteriorment l'Oposició Internacional d'Esquerra (trotskista) del Canadà. D'altres membres, més propers a les tesis de Bujarin i de l'oposició de dreta, com Jay Lovestone o William Moriarty, també van resultar expulsats.
La secretària de l'Oficina de la Dona i més tard, editora general de la Woman Worker (1926–1929) Florence Custance només es va salvar de l'expulsió del Partit a causa de la seva prematura mort el 1929. El seu feminisme i defensa de mesures anticonceptives eren ben conegudes per la premsa, però els seus contemporanis radicals van qüestionar les seves simpaties polítiques i li van donar poques oportunitats de brillar.

### Gran Depressió (1929-1938)
Amb el desenvolupament de la Gran Depressió, es va accelerar l'atur generalitzat, la pobresa, la miseria i el patiment entre les famílies treballadores i els agricultors. Les eleccions generals de 1930, a més a més, van portar al poder el govern conservador de RB Bennett que va atacar durament el moviment obrer i va establir «camps de socors» per a joves aturats.
El CPC va fer una crítica sistèmica a la depressió com una suposada crisi del capitalisme. També va ser el primer partit polític del Canadà que va demanar la introducció d'una assegurança d'atur, un règim nacional d'assegurança mèdica, educació universalment accessible, assistència social i laboral als joves, legislació laboral inclosa les normes de salut i seguretat, la regulació de la jornada laboral i les vacances, un salari mínim per a dones i joves, i una assegurança estatal de collita i control de preus per als agricultors.
En aquest context repressiu, les oficines del partit van ser assaltades per la Policia Muntada i vuit membres del partit van ser arrestats i condemnats a presó, en virtut de la Secció 98 del Codi Penal del Canadà, que prohibia la defensa de la força per provocar un canvi polític. A més, el Secretari General del Partit, Timothy Buck, va patir un intent d'assassinat a la seva pròpia cel·la a la Penitenciaria de Kingston. El partit i la Lliga d'Unitat Obrera (WUL) van llançar una campanya demanant el seu alliberament i la derogació de la secció 98, presentant una petició amb 450.000 signatures al primer ministre el novembre de 1933. També va haver-hi un gran escàndol amb la prohibició de l'obra de teatre Vuit homes parlen (Eight Men Speak)', en relació als detinguts.

El 1934, un cop es van alliberar els presoners fruit de la pressió popular, es va celebrar una concentració a Maple Leaf Gardens, Toronto, amb 17.000 assistents i 8.000 més que no hi van poder entrar perquè no hi havia prou espai.

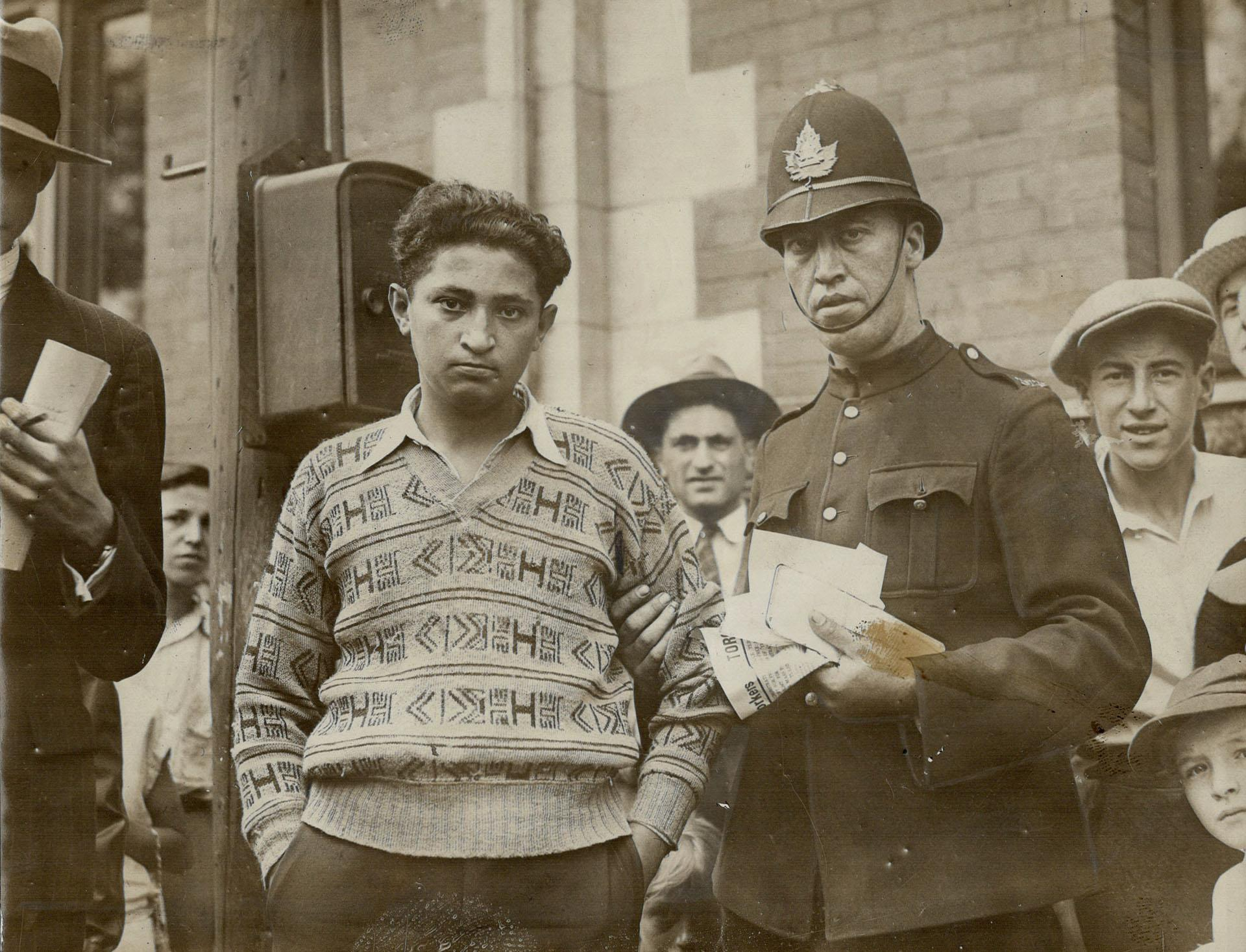
Un membre del club de Toronto del CPC és arrestat per distribuir literatura del partit, el 12 d'agost de 1929.

Encara que el partit va ser prohibit, va organitzar o impulsar grans organitzacions de masses, sobre tot a nivell sindical, que van tenir un paper important en vagues històriques com la dels miners a Estevan. En aquest sentit, de 1933 a 1936, la WUL va liderar el 90 per cent de les vagues al Canadà. A les praderies, els comunistes van organitzar la Lliga d'Unitat de Pagesos, que es va mobilitzar contra els desnonaments de granges. Van reunir centenars o milers d'agricultors a les manifestacions de la Marxa de la Fam, fortament reprimides.
Entre els pobres i els aturats, els comunistes van organitzar grups com l'Associació Esportiva Obrera, una de les poques maneres en què els joves de la classe treballadora tenien accés a programes recreatius. El Sindicat de Treballadors dels Camps de Socors i l'Associació Nacional de Treballadors Desocupats van tenir un paper important en l'organització dels no qualificats i els aturats en marxes de protesta i manifestacions i campanyes com la Marxa a Ottawa i la vaga de l'oficina de correus de Vancouver de 1938.
Al 1936, fruit de l'esclat de la guerra civil espanyola, com totes les organitzacions comunistes del món, van ajudar a formar les Brigades Internacionals, impulsant el Batalló Mackenzie-Papineau. Entre els principals comunistes canadencs implicats hi havia Norman Bethune, conegut per la seva invenció d'una unitat mòbil de transfusió de sang, la defensa primerenca de Medicare al Canadà i el seu treball amb el Partit Comunista Xinès durant la Segona Guerra Sino-japonesa.
El 1936, James Litterick va ser elegit com a diputat de Winnipeg, el primer membre del CPC a ser elegit per a la legislatura de Manitoba.
Els esforços solidaris per a la Guerra Civil Espanyola i les lluites laborals i socials durant la Depressió van donar lloc a una gran cooperació entre els membres del CPC i el partit socialdemòcrata Federació de la Mancomunitat de Cooperatives (CCF). Després de 1935, i en consonància amb la nova estratègia de front únic de la Komintern, el Partit va defensar les aliances electorals i la unitat amb el CCF en temes clau.
La crida era especialment urgent al Quebec, on el 1937 el govern de Duplessis va aprovar una llei "per protegir el Quebec de la propaganda comunista", que donava a la policia el poder de tancar amb cadenat qualsevol local utilitzat pels "comunistes" (que no estava definit a la legislació i, per tant, podia ser utilitzat de manera arbitrària i extrapolat a sindicats i plataformes d'esquerres).

### Segona Guerra Mundial
Tot i que el CPC havia treballat dur per advertir els canadencs sobre el que considerava un perill feixista creixent, tal com va ocórrer en altres països, inicialment va analitzar l'obertura de la Segona Guerra Mundial no com una guerra antifeixista sinó una batalla entre nacions capitalistes, a causa de l'experiència de la Gran Guerra i el pacte Molotov-Ribbentrop.
La posició del Partit va portar a la seva prohibició sota la normativa de defensa del Canadà de la Llei de mesures de guerra el 1940 poc després que el Canadà entrés en la guerra. En molts casos, els líders comunistes van ser internats en camps, molt abans que els feixistes. A mesura que un nombre creixent de líders del Partit eren internats, alguns membres es van anar a la clandestinitat o s'exiliaren als Estats Units. Les condicions als campaments eren dures. Les dones de molts dels homes internats van iniciar una campanya de drets civils per a les visites familiars i el seu alliberament.

Dorise Nielsen va ser escollida al Parlament del Canadà a les eleccions de 1940, l'única dona que ho va fer, amb el suport del CPC com a part del front popular de la Unitat Progressista. Nielsen va mantenir en secret la seva pertinença al partit fins a 1943.

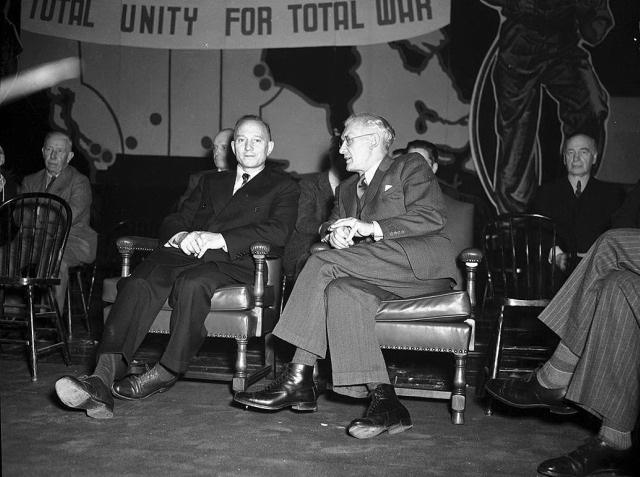
Tim Buck en una reunió del Comitè Comunista de Treball i Guerra Total el 13 d'octubre de 1942

Amb la invasió alemanya de la Unió Soviètica el 1941 i el trencament del Pacte Molotov-Ribbentrop, el partit va argumentar que la naturalesa de la guerra havia canviat a una veritable lluita antifeixista. El CPC va revertir la seva oposició a la guerra i va argumentar que el perill per a la classe obrera a nivell internacional superava els seus interessos a nivell nacional.
MacLeod i Salsberg van ser elegits a l'Assemblea Legislativa d'Ontario durant les eleccions de 1943, mentre que Fred Rose va ser elegit al parlament en eleccions parcials, l'únic declarat obertament comunista.
Durant la crisi del reclutament militar de 1944, el CPC va crear "Comitès de plebiscit Tim Buck" a tot el país per fer campanya a favor d'un vot afirmatiu al referèndum nacional sobre el reclutament militar. Després de la votació, els comitès van ser rebatejats com a Comitè de Guerra Total Comunista-Laborista del Domini i van instar el suport total a l'esforç de guerra, una promesa de no exercir la vaga durant la guerra i l'augment de la producció industrial. També es va establir el Consell Nacional dels Drets Democràtics amb AE Smith com a president per tal de manifestar-se per la legalització del Partit i l'alliberament de l'internament de comunistes i antifeixistes.

### Època de la Guerra Freda
El CPC va romandre prohibit, però amb l'entrada de la Unió Soviètica a la guerra i l'eventual alliberament dels líders internats del partit, els comunistes canadencs van fundar el Partit Laborista-Progressista (LPP) el 1943 com a front legal i després van presentar candidats sota aquest paraigües fins al 1959. En el seu moment àlgid a mitjans dels anys quaranta, el partit tenia catorze càrrecs electes a nivell federal, provincial i municipal.
Durant la Guerra Freda, el Partit va prioritzar la lluita per la pau i el desarmament nuclear, oposant-se a la col·locació d'armes en sòl canadenc, i promovent una política exterior sobirana, amb la conseqüent retirada de l'OTAN o l'Acord de Lliure Comerç Canadà-Estats Units.
En comú amb la majoria de partits comunistes, va passar per una crisi després de la dissolució de la Unió Soviètica, i posteriorment es va dividir. Sota l'aleshores secretari general George Hewison (1988-1991), la direcció i una part dels seus membres van començar a abandonar el marxisme-leninisme com a base de la perspectiva revolucionària del partit i, finalment, van passar a liquidar el propi partit, buscant substituir-lo per una entitat més moderada.
La llarga crisi ideològica i política va crear molta confusió i desorientació a les files del Partit, i va paralitzar els seus fronts durant més de dos anys. La majoria liderada per Hewison a la direcció del Partit va votar a favor d'abandonar el marxisme-leninisme. Una minoria ortodoxa del comitè central, liderada per Miguel Figueroa, Elizabeth Rowley i l'antic líder William Kashtan, es va resistir. A la 28a Convenció de la tardor de 1990, el grup Hewison va aconseguir mantenir el control del comitè central, però a la primavera de 1991, els membres van començar a girar-se cada cop més en contra de les polítiques reformistes i l'orientació de la direcció de Hewison.
Després de mesos de nombroses expulsions i tenses convencions del Partit a nivell regional i federal, i amb l'amenaça de l'oposició de portar el conflicte als tribunals, la direcció i aquesta van arribar a un acord extrajudicial que va provocar que la direcció de Hewison acceptés abandonar el Partit i renunciés a qualsevol reclamació sobre el nom.
Després de la sortida del grup liderat per Hewison, el desembre de 1992 es va celebrar una convenció en la qual els delegats van acordar continuar l'activitat del Partit, exitant així la seva dissolució. Els delegats van rebutjar les polítiques reformistes instituïdes pel grup Hewison i, en canvi, van reafirmar el CPC com una organització marxista-leninista. Com que la majoria dels actius de l'antic partit eren ara propietat de la Cecil Ross Society liderada per Hewison, la convenció del CPC va decidir llançar un nou diari, The People's Voice, per substituir l'antic Canadian Tribune. La convenció va escollir un nou comitè central amb Figueroa com a líder del partit. La convenció també va modificar la constitució del partit per atorgar més control als membres i reduir els poders arbitraris del comitè central, tot mantenint el centralisme democràtic com a principi organitzatiu.

### Història recent (1992-present)

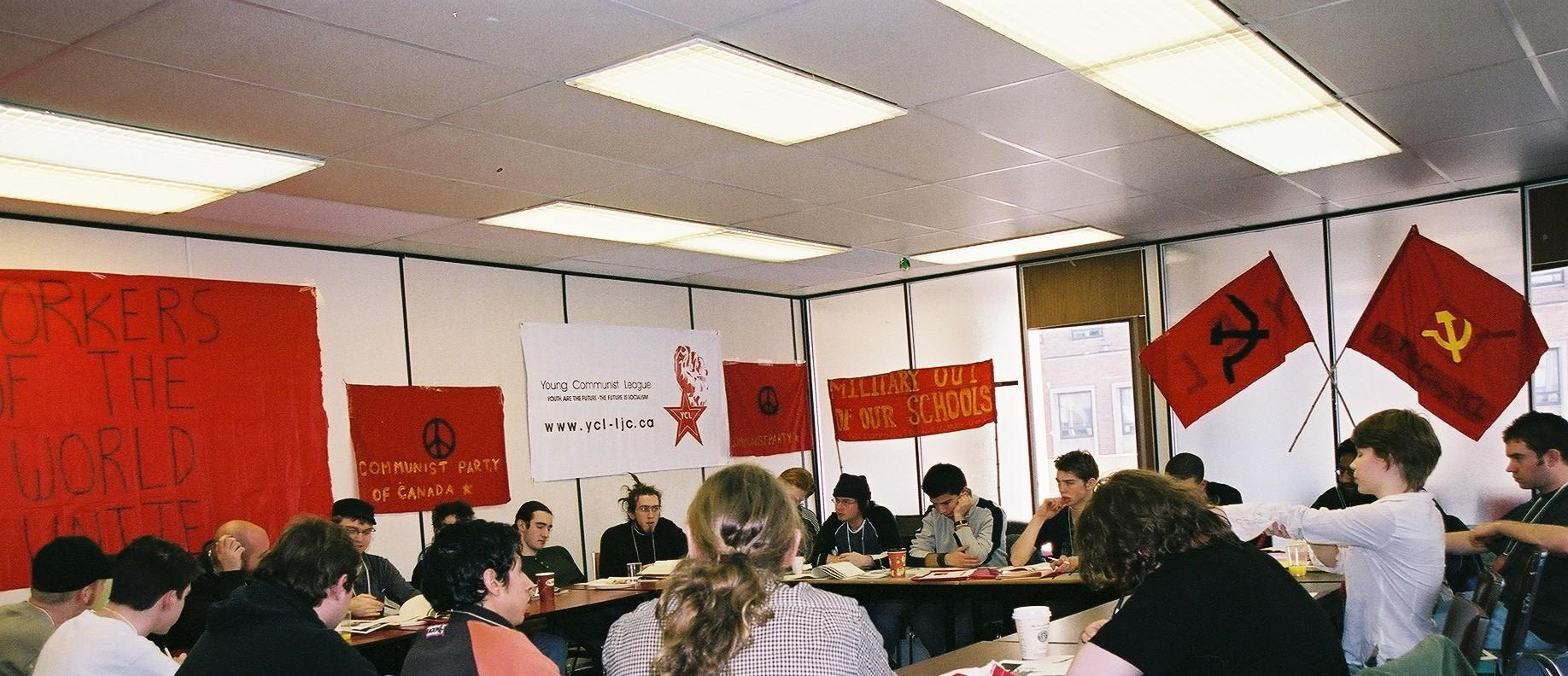
Convenció de reconstrucció de YCL a Toronto, 2007

El partit renovat, encara que amb un nombre de membres i recursos molt més reduïts, ara s'enfrontava a nous reptes i amenaces per a la seva existència. Els canvis a la Llei electoral del Canadà, introduïts pel govern conservador de Mulroney i aprovats pel Parlament a la primavera de 1993, exigien que qualsevol partit polític que no presentés 50 candidats en unes eleccions federals generals fos automàticament donat de baixa i els seus béns confiscats. El CPC era molt lluny d'acomplir les exigències i, per tant, els seus béns van ser confiscats i el partit va ser donat de baixa. El CPC havia demanat una mesura cautelar provisional, però aquesta acció legal va fracassar.
El Partit va liderar una llarga batalla política i jurídica de deu anys, que va rebre el suport de l'opinió pública, alguns partits menors i fins i tot d'alguns parlamentaris, aconseguint una decisió favorable del Tribunal Suprem. El projecte de llei C-2 (2000) va modificar la Llei electoral del Canadà per (entre altres coses) eliminar la confiscació inconstitucional dels béns i va preveure el reemborsament total dels dipòsits dels candidats. Al partit més concretament se li va anul·lar la seva baixa i es van restaurar els seus béns embargats. El projecte de llei C-9 (2001) va reduir el llindar de 50 a 12 candidats perquè l'identificador del partit aparegués a la votació. Després que la Cort Suprema del Canadà va decidir per unanimitat revocar el llindar dels 50 candidats com a inconstitucional, el govern de Chretien es va veure obligat a presentar i aprovar el projecte de llei C-3 (2003), que va descartar completament la regla per al registre de partits. Aquesta victòria va ser celebrada per molts dels altres petits partits –independentment de les diferències polítiques– amb el principi que era una victòria del dret de la gent a l'elecció democràtica.
Durant aquest temps el CPC va començar a reorganitzar la seva secció del Quebec i va començar a publicar periòdicament Spark!, una revista de teoria i discussió marxista. El 2001, el partit va adoptar una actualització integral del seu programa de partits i el va rebatejar "El futur del Canadà és el socialisme".
El CPC va revitalitzar la seva llarga implicació i contribució al moviment obrer i el suport a les organitzacions i campanyes sindicals, en el moviment de reforma cívica i en una sèrie de grups i plataformes de justícia social, contra la guerra i de solidaritat internacional. L'YCL es va restablir el 2007 i des de llavors ha establert sucursals locals a diverses ciutats del Canadà i ha celebrat diverses convencions centrals.
Per motius de salut, Miguel Figueroa va deixar el càrrec de líder central del partit el 2015 després d'haver ocupat el càrrec durant 23 anys. Elizabeth Rowley es va convertir posteriorment en la primera dona líder després de ser escollida pel comitè central el 31 de gener de 2016. Sota el lideratge de Rowley, el partit va presentar 30 candidats a les eleccions federals de 2019 i va acabar en dotzè lloc, rebent 3.905 vots i un total de 0,02 per cent dels vots.

## Quebec i la qüestió nacional
Amb el pas del temps, el partit ha anat desenvolupant la seva política sobre la qüestió nacional al Canadà. Ja a la dècada de 1930 el CPC va reconèixer que Quebec era una nació i a finals de la dècada de 1940 el partit va començar a defensar el dret a l'autodeterminació. Als anys 50 i 60 el partit va aclarir aquesta posició, convertint-se en el primer partit que va defensar una solució democràtica a la qüestió nacional i una nova constitució que garanteixi la sobirania del Quebec, fins i tot la separació. Tot i donar suport al dret a la separació, els comunistes es van oposar a la secessió, proposant una nova associació igualitària i voluntària entre el que llavors s'anomenava comunament el Canadà francès i l'anglès.
Al 1965, el CPC al territori es va reorganitzar com a Partit Comunista del Quebec (Parti communiste du Québec, o PCQ), reflectint el que ara anomenava la realitat multinacional del Canadà. El PCQ va organitzar-se de manera independent i sobirana, amb control total sobre les seves polítiques i administració, inclosa la seva pròpia constitució.
Amb la Revolució tranquil·la, la Comissió Reial sobre Bilingüisme i Biculturalisme i més tard la crisi d'octubre, la posició del partit sobre la qüestió nacional es va convertir en objecte d'ampli debat a tot el país i va influir en l'acord del sindicat Congrés del Treball del Canadà per treballar amb la Federació del Treball del Quebec en igualtat de condicions. Els comunistes van demanar que els treballadors simpatitzants amb els moviments independentistes s'uneixin en un programa comú i immediat basat en la lluita de classes comuna amb els treballadors canadencs de parla anglesa. El PCQ va ajudar a tornar a impulsar les manifestacions del Primer de Maig de Montreal i va avançar moltes polítiques, inclosa la idea d'un partit obrer federat, que va demostrar la seva justificació amb la formació més endavant del Quebec Solidaire. La proposta del partit federat del treball va ser avalada a finals dels anys 60 per la majoria de centrals sindicals, però el projecte va quedar eclipsat per l'aparició del Parti Quebecois.
A la dècada de 1980, el CPC i el PCQ demanen "un nou acord constitucional democràtic basat en la unió igualitària i voluntària dels pobles aborígens, el Quebec i el Canadà de parla anglesa" substituint el Senat per una casa de nacions. En aquest context, el PCQ i el CPC van donar suport crític a la primera pregunta del referèndum sobre l'associació sobiranista, mentre que més tard el CPC va defensar el vot contrari al segon referèndum de 1995.
Durant la crisi del CPC durant la dècada de 1990, el PCQ es va desorganitzar, va tancar les seves oficines i els seus membres restants es van allunyar del CPC, amb molts a la direcció adoptant posicions favorables al nacionalisme. No va ser fins al 1997 que una sèrie de grups comunistes es van reunir per reorganitzar el PCQ. Uns anys més tard, el partit va ajudar a reunir diferents tendències de l'esquerra per formar la Unió de Forces Progressistes (UFP) que esdevingué Quebec solidaire.
L'UFP va acceptar situar la qüestió de la independència del Quebec com a secundària dels problemes socials o de classe. Això va ser molt debatut mentre la plataforma es va transformar en Quebec solidaire. El debat també es va traslladar al PCQ. Aquestes posicions van ser qüestionades pel líder del partit del Quebec, André Parizeau, qui va formular una sèrie d'esmenes en suport de la independència immediata el 2004 que van ser rebutjades tant per la direcció del PCQ com del CPC.
El gener de 2005, Parizeau va destituir els membres de la direcció oposats a l'orientació independentista, però un cop va ser derrotat a la convenció del PCQ, Parizeau va ser posteriorment expulsat pel Comitè Central del PCC per fraccionisme i accions perjudicials per al Partit. Al mateix temps, el seu grup va anunciar la seva retirada del PCC. A nivell legal Parizeau va aconseguir mantenir el registre electoral del Partit, per la qual cosa el PCQ va començar a utilitzar l'abreviatura PCQ-CPC per distingir-se del grup de Parizeau.